# 경주 춘양교지와 월정교지
경주 춘양교지와 월정교지(慶州 春陽橋址와 月精橋址)는 대한민국 경상북도 경주시 인왕동과 교동, 국립경주박물관의 서편과 교촌 한옥마을 남편의 강바닥에 그 터가 남아있다. 2004년 11월 27일 대한민국의 사적 제457호로 지정되었다.

## 개요
경주 춘양교와 월정교는 현재 국립경주박물관의 서편과 교촌 한옥마을 남편의 강바닥에 그 터가 남아있다. 기록에 따르면, 『삼국사기』경덕왕 19년(760)조에 "궁의 남쪽 문천(蚊川)에 '월정과 춘양'이라는 두 다리를 놓았다." 라고 전한다.
발굴조사 결과, 춘양교지는 다리 양쪽의 교대(橋臺)와 날개벽 그리고 양쪽 교대사이의 강바닥에 주형(舟形)교각 3개로 이루어져 있다. 이를 근거로 다리의 규모는 길이 55m, 높이 5m, 다리 상판의 너비 12m 정도였을 것으로 파악하고 있다. 교량에 사용된 석재 1469점이 하천 바닥에서 발견됐다. 장마철에 유실될 위험이 커 석재유물 728점을 이전, 전시했다.
월정교지는 다리 양쪽의 교대와 날개벽 그리고 4개의 주형교각으로 이루어져 있어서 다리의 길이는 약 60m로 추정된다. 또한 교각 사이에서 불에 탄 목재와 기와 조각 등이 발견되어 다리 상판의 구조는 기와지붕을 가진 누각(樓閣)의 모습이었을 것으로 보고 있다.
월정교지는 발굴조사 결과를 바탕으로 다리 모습과 구조에 대한 고증연구를 거쳐, 2008년부터 2018년까지 교각 및 누교와 다리 양쪽에 문루(門樓)를 갖춘 현재의 모습으로 복원되었다.
한편 '춘양교와 월정교'는 시대에 따라 민간 신앙이나 전설 등이 덧씌워져 '효불효교(孝不孝橋)' 또는 '칠성교(七星橋)' 등으로 불리기도 하였다.
춘양교지와 월정교지는 통일신라시대 교량의 구조와 축조기술을 살펴볼 수 있는 고고학적인 자료로서, 당시에는 문천으로 단절된 월성의 북쪽과 남쪽을 연결하는 중요한 교통로 역할을 하였을 것이다.

## 참고 자료
- 경주 춘양교지와 월정교지 - 국가유산청 국가유산포털